# Annemarie Busschers

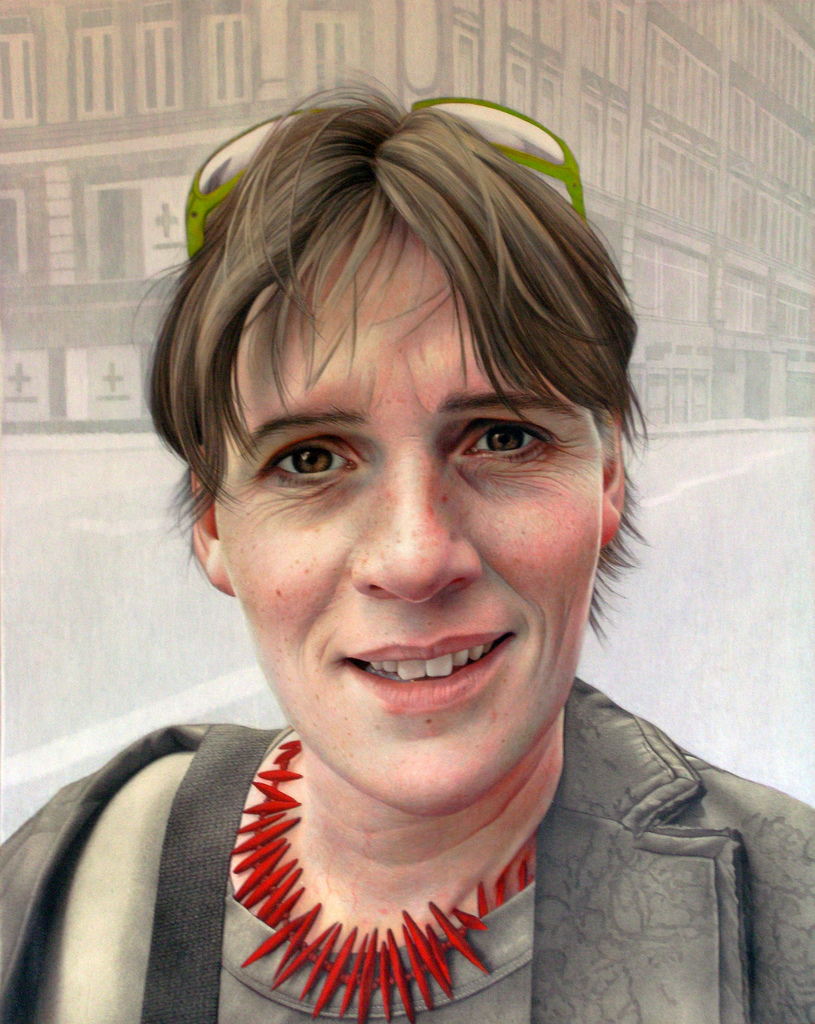
Zelfportret van Annemarie Busschers (2009) uit de ING-collectie

Annemarie Busschers ('s-Hertogenbosch, 1970) is een Nederlands kunstschilderes. Ze volgde haar opleiding van 1991 tot 1996 aan Academie Minerva in Groningen. Haar werk valt onder het realisme.

## Prijzen
- Deelname aan de BP Award 2005-tentoonstelling in de National Portrait Gallery, Londen
- Deelname aan de BP Award 2006-tentoonstelling in de National Portrait Gallery, Londen
- Winnares J.K Egbertsprijs van 2007 in Groningen[1]
- Deelname aan de BP Award 2008-tentoonstelling in de National Portrait Gallery, Londen
- Winnaar van de eerste Van Lanschot Kunstprijs 2015[2]

## Publieke collecties
Werk van Annemarie Busschers is onder andere te vinden in openbare collecties van:
- Museum MORE in Gorssel
- Museum de Fundatie in Zwolle
- Het Noordbrabants Museum in 's-Hertogenbosch